# Urbanus Specia(a)l: LOOOOOOOVE
Urbanus Specia(a)l: LOOOOOOOVE: is het eerste special album van stripfiguur Urbanus.  Deze verscheen op 13 augustus 2008. Het stripalbum telt 120 bladzijden.

## Inhoud
In dit album zijn drie liefdesverhalen opgenomen uit de stripreeks Urbanus. Naast de drie verhalen zijn er ook een tal van spelletjes en tips om een lief te versieren aanwezig.
De drie verschillende verhalen zijn:
1. Snotneus in love
2. De harige meisjeszot
3. Het rattenkamertje

Vervolgens zijn er ook twee gags met de titels:
1. Mister Universe
2. Het Chinees gedichtje